# Donneloye
Donneloye (toponimo francese) è un comune svizzero di 782 abitanti del Canton Vaud, nel distretto del Jura-Nord vaudois.

## Storia
Nel 2008 Donneloye ha inglobato i comuni soppressi di Gossens e Mézery-près-Donneloye e nel 2012 quello di Prahins.

## Monumenti e luoghi d'interesse

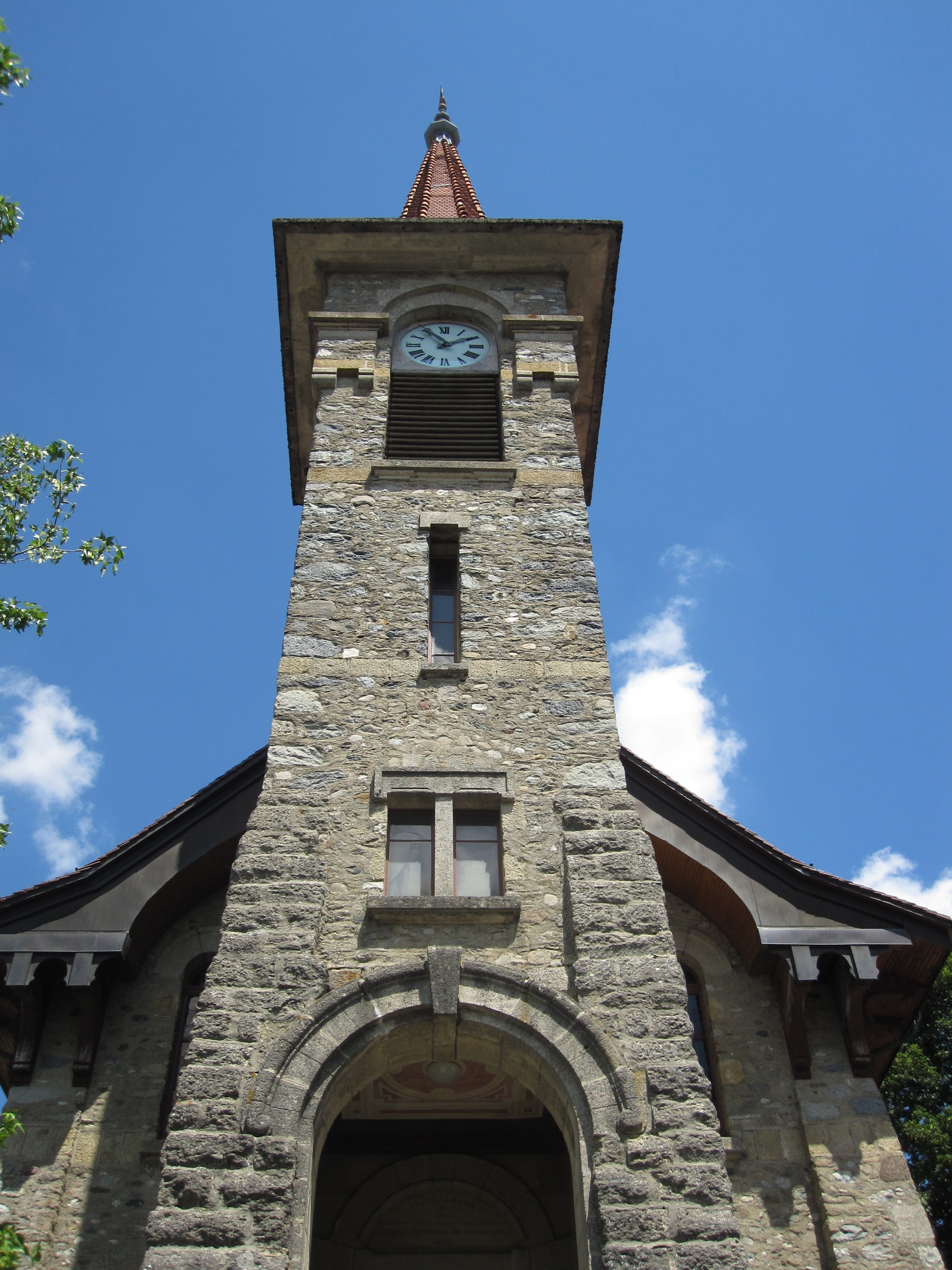
La chiesa di Nostra Signora

- Chiesa riformata di Nostra Signora, eretta nel XII secolo e ricostruita nel 1664 e nel 1903[1].

## Società

### Evoluzione demografica
L'evoluzione demografica è riportata nella seguente tabella:
Abitanti censiti

## Geografia antropica

### Frazioni
- Gossens[3]
  - Les Granges-de-Gossens
- Mézery-près-Donneloye[4]
- Prahins[5]

## Amministrazione
Ogni famiglia originaria del luogo fa parte del cosiddetto comune patriziale e ha la responsabilità della manutenzione di ogni bene ricadente all'interno dei confini del comune.